# 觀察研究
觀察研究（英語：Empirical Research）是通过直接和间接的观察或经验获得知识的方式（以經驗作為證據）。可以量化或質性分析的经验证据（记录的直接观察或经验）。通过量化或有意义的質性形式，研究人员可以回答实证问题，该问题应能明确界定和用收集到的证据（通常称为数据）解答。研究设计因领域和正在调查的问题而不同。不能在实验室设置中进行研究的，特别是在社会科学和教育领域内的问题，许多研究人员将質性和量化相结合，以更好地回答问题。
在某些领域，量化研究可能会始于从一个研究问题（例如，“在学习一个单词列表的过程中听声乐对这些单词以后的记忆有影响吗？”），这是在实验室通过实验测试，量化研究。通常情况下，研究者具有一定的理论将主题置于研究之内。基于这些理论的论述，或假设，将提出（例如，“听声乐学习一个单词列表。有负面影响”）。从这些假设推导出特定事件的预测是派生的（例如，“学习一个单词列表，一边听声乐的人会比静默学习记得少。”）。然后这些预测可以用一个合适的实验测试。根据实验的结果，将确定是否支持基于该理论的假设和预测。

## 术语
术语经验原本是用来指一些古希腊的医学从业者拒绝遵守教条教义的一天，而宁愿依靠观察现象而获得的经验感知。后来的经验主义参考了哲学知识上的一个理论，坚持知识来源于、特别是从感观收集到经验和证据。在科学用法上，经验这一术语是仅用感观观察到的证据来收集数据，或某些情况下使用校准的科学仪器来收集数据。早期哲学家描述经验研究和实证研究的共同点是：依赖于可观测的数据制定和验证理论，并得出结论。

## 用法
研究者试图准确地描述的仪器（或人的感官）与被观察的实体之间的相互作用。如果仪器被考虑进来，研究人员会在应用于未知对象之前，校准他/她的仪器，把它应用到已知的标准对象并记录结录。换句话说，它描述的研究，并没有发生，它们的结果也未发生。
在实践中，证据的积累支持或反对任何特定的理论涉及收集实证数据的研究设计规划，严谨的学术在判断这种研究设计规划的优点起到了重要作用。这样设计的几个字体排印学（活版印刷）已被提出，其中一个最流行的来自坎贝尔和斯坦利（1963年）。他们负责推广这种被广泛引用的、区别于预实验、实验、准实验的设计方法，也是教育研究中随机试验起核心作用的坚定倡导者。

### 科学研究
在科学研究中采用标准化的统计方法准确的分析数据，以确定实证研究的有效性是至关重要的。统计公式——如回归，不确定性系数，t-测试，卡方检验，和不同类型的方差分析（ANOVA）是形成逻辑、有效结论的基本原理。如果经验数据在适当的统计公式达到具有意义的程度，就是对研究假设的支持。如果不是，则是不会支持假设（或者，更准确地说，不反对），意思是没有观察到独立变量影响对因变量的影响。
重要的是要明白，使用统计假设检验实证研究的结果从来不会被证实。它只能支持一种假设，或否定它，或两者都不。这些方法只产生概率。
在科研人员中，经验证据（不同于实证研究）是指客观证据表明出现出一致性，与观察者无关。例如，一个温度计将不因为观察者的不同而显示为不同的温度。温度，能够用一个校准过的温度计准确测量，这是是经验性的证据。与此相反，非经验的证据是主观的，取决于观察者。在前面的例子中，观察A可能如实报告说，房间很温暖；而观察者B如实报告却说，同一个房间里是很冷，尽管他们都守着温度计上同样的读数。使用的经验证据否定了这种个人（即主观）经验的影响。

### 实证方法
实证方法固名思义，是以实证主义为基础的、以实证研究假设或预测正确与否的一种研究实证科学的方法。实证方法所走的路是：对自然现象初步认识后，提出一种假说，再经过实际验证，以检验该假说成立与否。实证方法是现代科学发展的重要方法。狭隘的研究范围是人所能接触到或观测到的物质范畴之内，广义的研究范围包括人類所认知的一切。

## 实证周期
阿德里安·德赫罗特实证周期:

改编自阿德里安·德赫罗特实证周期

1. 观察（Observation）： 收集和组织经验事实，形成假说。
2. 归纳（Induction）： 明确叙述假说。
3. 推论（Deduction）： 推论假说的结果作为可测试的预测。
4. 测试（Testing）： 用新的实证材料测试假说。
5. 评估（Evaluation）： 评估测试结果正确与否。